# M106
M106 (NGC 4258) e спирална галактика, разположен по посока на съзвездието Ловджийски кучета. Открита е от Пиер Мешен през 1781.
Галактиката се намира на 22 млн. св.г. от Земята. Освен това тя е сейфъртова галактика от II тип, което означава, че се наблюдава мощно ренгтеново излъчване, което може да се дължи на акреция на междузвездно вещество към свръхмасивна черна дупка в ядрото ̀и.
Ъгловите ̀и размери са 18′.6 × 7′.2, а видимата ̀и звездна величина